# 加里宁第8工厂
加里宁机器制造厂（俄语：Машиностроительный завод имени М. И. Калинина）, 缩写为ZiK或MZiK，即加里宁第8工厂，是苏联/俄罗斯的主要火炮制造厂。 

## 历史
1866年创建于圣彼得堡。 
1918年工厂搬迁到莫斯科近郊，以确保在苏俄内战中仍能坚持生产。由于加里宁在建厂的贡献，1922年以加里宁命名工厂。1938年工厂所在地被命名为莫斯科州的加里宁格勒。第二次世界大战爆发前夕，该厂设计并生产苏联全套高射炮，包括25mm、61-K1939年型37毫米高射炮、45mm、52-K1939年型85毫米高射炮、152mm。1941年战争爆发后搬迁至斯维尔德洛夫斯克市。战争期间，该厂生产了2万门高射炮。 
1950年代末期开始，该厂生产地对空导弹系统。 
民品包括柴油机  与电动 叉车, 公共服务车, 电动车,等.

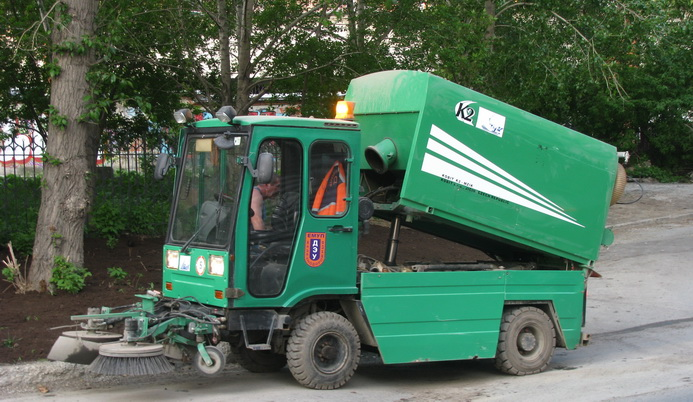
公共服务车
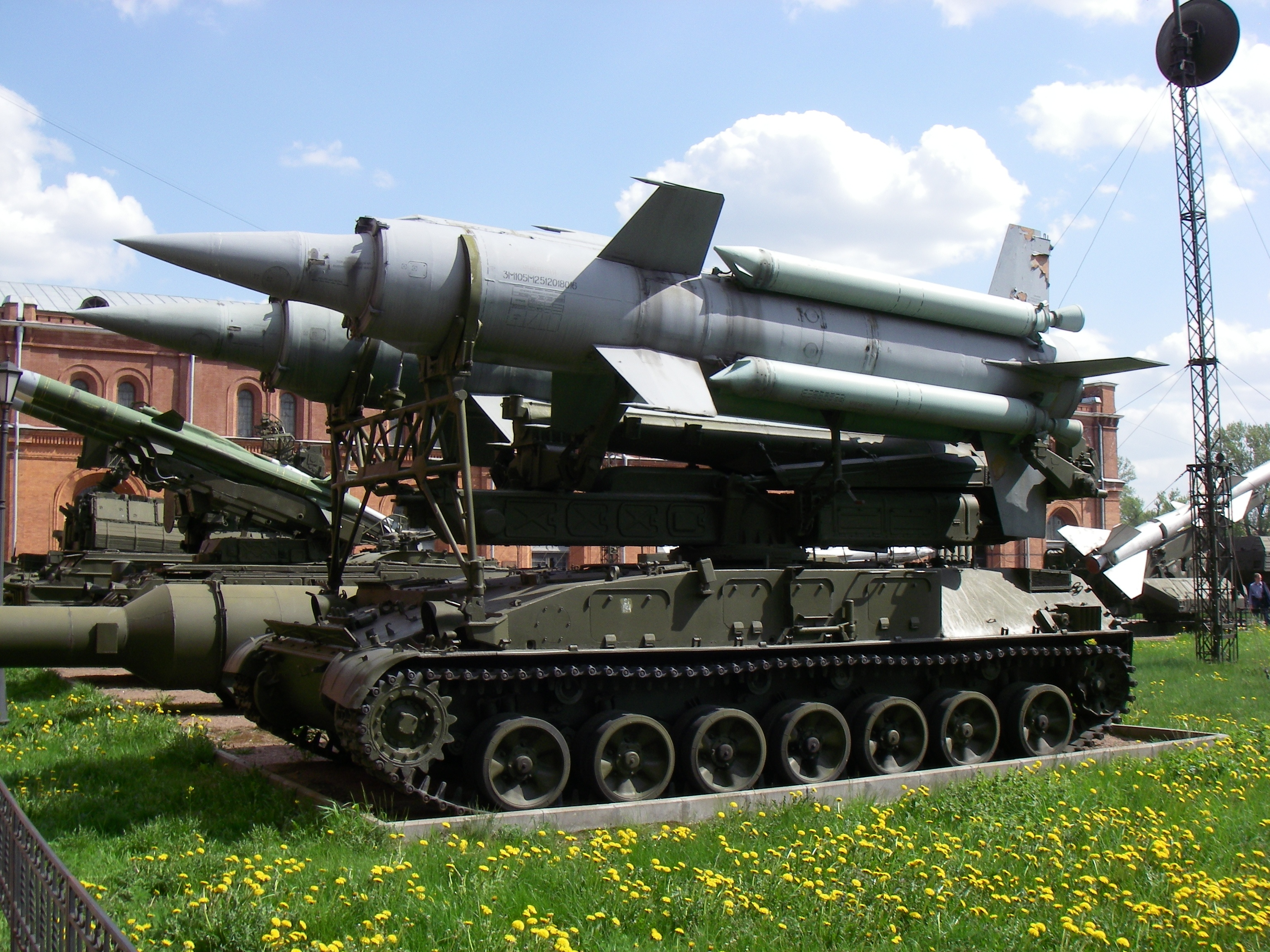
SA-4地對空導彈